# Iglesia de San Esteban (Castellnou de Montsec)

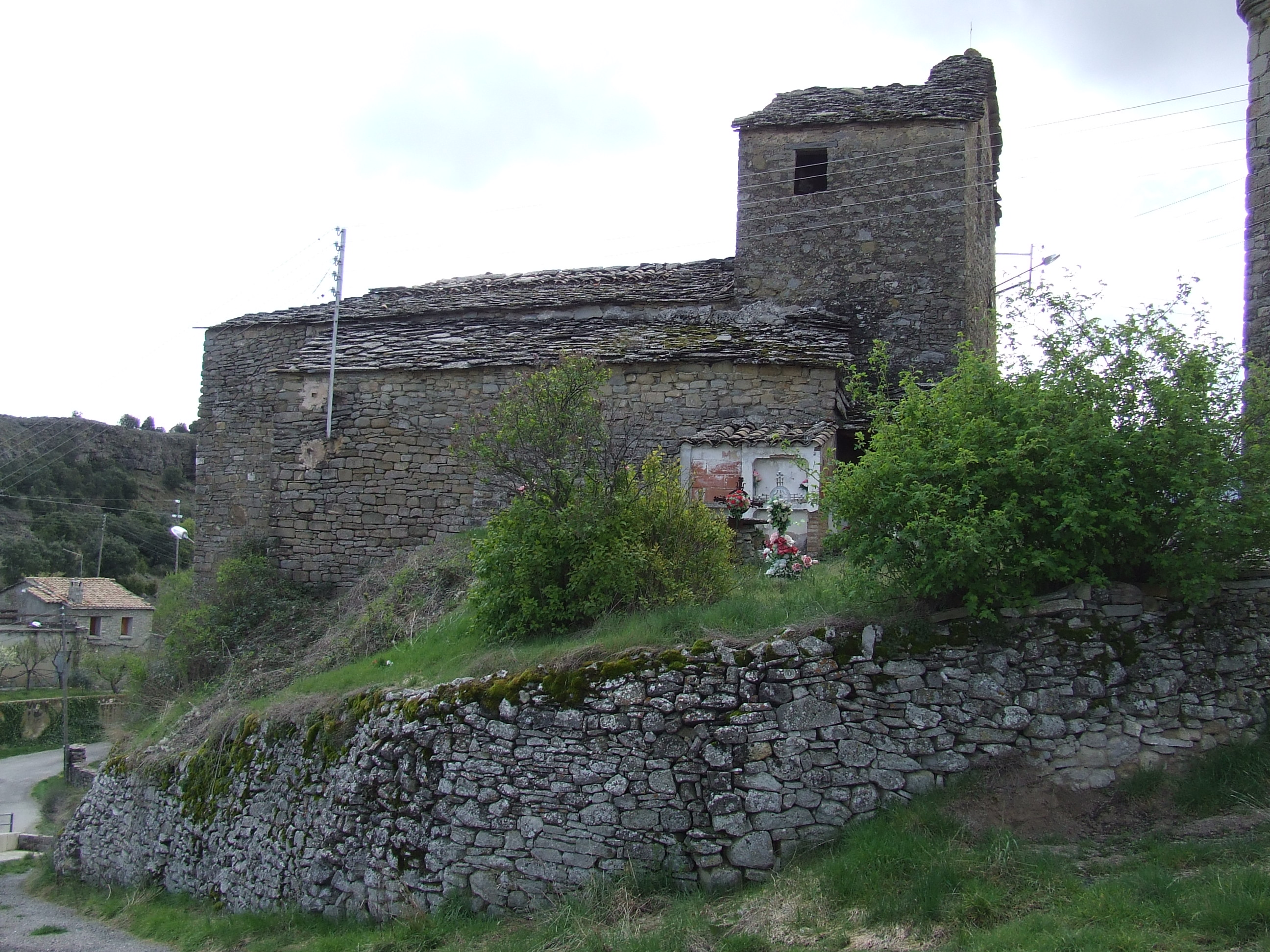
Vista exterior.

San Esteban de Castellnou de Montsec es la iglesia parroquial, románica, del pueblo de Castellnou de Montsec, del término municipal de San Esteban de la Sarga, en el Pallars Jussá, provincia de Lérida. Fue construida entre el siglo XI, pero fue posteriormente modificada del todo.
Está situada en el nivel superior del pueblo, junto al castillo-palacio de los barones de Castellnou de Montsec, pero queda fuera del recinto del pueblo cercado, ya que éste queda cerrado por el castillo-palacio.
Conserva, del edificio medieval, una parte del muro de poniente, con una ventana de doble derrame. El resto, que conserva es parte de la planta original, consta de una nave, posiblemente ensanchada y con el ábside suprimido, en la Edad Moderna.
Sobre esta parte occidental hay un campanario de planta rectangular, de la misma anchura que la nave, que muy posiblemente fue obrado en el momento que se reconstruyó toda la iglesia.